# Cerkiew Narodzenia Matki Bożej w Tyszowcach
Cerkiew Narodzenia Matki Bożej – prawosławna cerkiew w Tyszowcach, wzniesiona w latach 1890–1893, zburzona w 1958.

## Historia
Prawosławna parafia w Tyszowcach istniała jeszcze przed unią brzeską. Po przyjęciu postanowień unii przez biskupa chełmskiego Dionizego cerkiew tyszowiecka stała się świątynią unicką. W 1633, w Dyplomie Władysława IV legalizującym istnienie prawosławnej hierarchii w Rzeczypospolitej, cerkiew w Tyszowcach została wymieniona wśród świątyń unickich, które zostały przez ten Kościół przejęte siłą i miały zostać zwrócone Kościołowi prawosławnemu. Mimo to parafia w Tyszowcach pozostała unicka.  
Po likwidacji unickiej diecezji chełmskiej parafia w Tyszowcach została włączona do Rosyjskiego Kościoła Prawosławnego. W latach 1890–1893 według projektu Syczugowa w miejscowości wzniesiono nową świątynię w stylu rosyjsko-bizantyńskim. Budowa cerkwi została sfinansowana przez państwo, ze specjalnego funduszu przeznaczonego na finansowanie inwestycji w budownictwie sakralnym.
Parafia prawosławna w Tyszowcach funkcjonowała do wywózek prawosławnych Ukraińców do ZSRR w latach 1944–1946 oraz w ramach Akcji „Wisła”. Po 1947 została porzucona. W 1955 nieliczni prawosławni mieszkańcy powiatu tomaszowskiego ubiegali się w PWRN w Lublinie o zabezpieczenie zniszczonej świątyni. Cerkiew znalazła się następnie w faktycznym (nieusankcjonowanym prawnie) władaniu miejscowej szkoły średniej, zaś w 1958 została rozebrana. Z pozyskanych materiałów szkoła zbudowała nową salę gimnastyczną. Urząd ds. Wyznań uznał, iż rozbiórka została przeprowadzona słusznie, gdyż obiekt groził zawaleniem, a jego zburzenie uchroniło go od dalszego profanowania.

## Architektura
Była to budowla trójdzielna, z kwadratową nawą zwieńczoną pięcioma cebulastymi kopułami, z których największa była centralna (tzw. piatigławie). Wszystkie kopuły usadowione były na cylindrycznych bębnach. Pomieszczenie ołtarzowe urządzone zostało na planie prostokąta, analogiczny kształt miał przedsionek. Dzwonnica wznosiła się nad przedsionkiem, wieńczył ją dach namiotowy. Cerkiew należała do świątyń wzniesionych według projektów Wiktora Syczugowa dla eparchii chełmskiej. W jej architekturze widoczne były elementy stylu moskiewsko-jarosławskiego.